# 富士見丘站

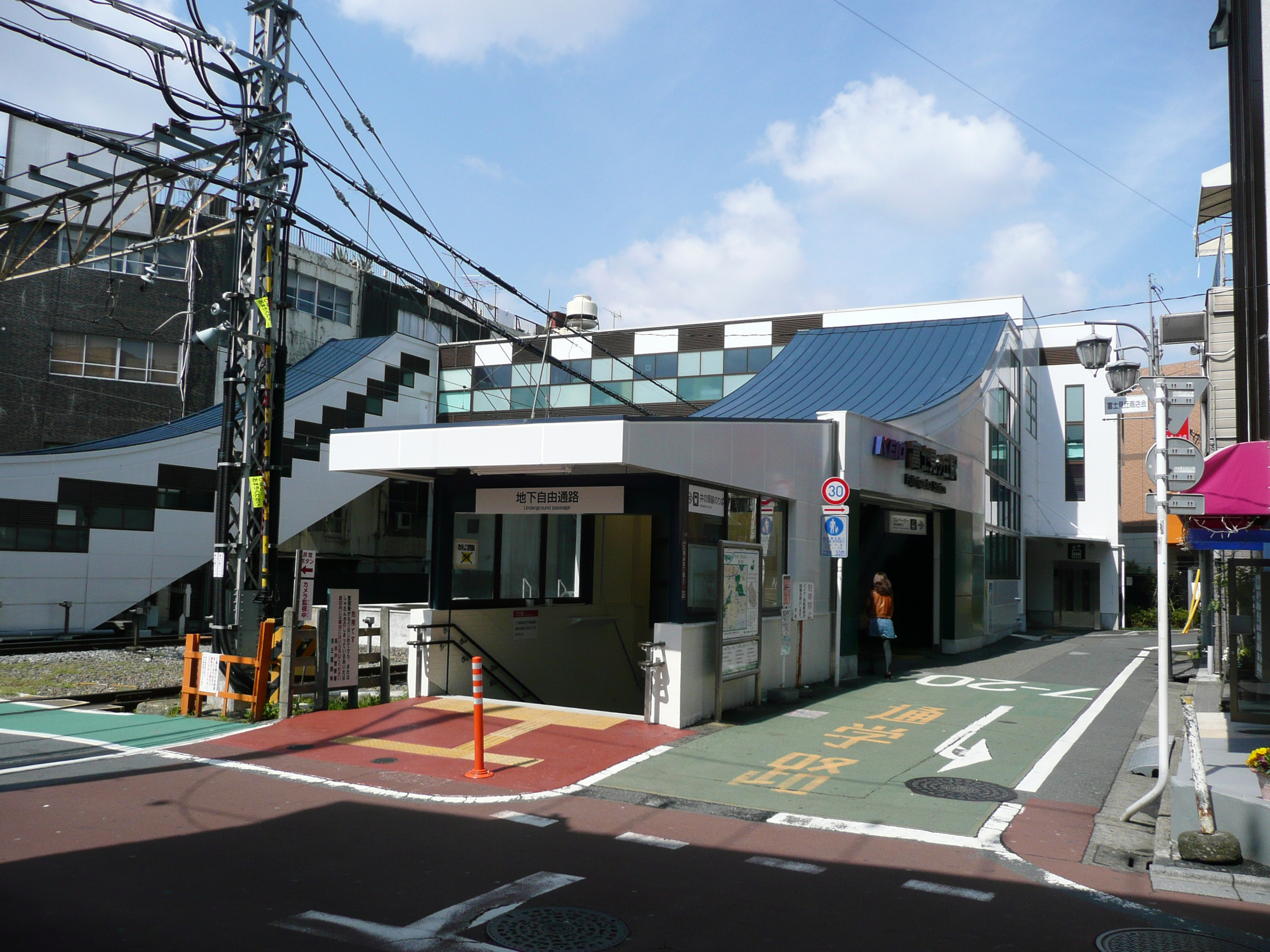
北口（2012年4月）

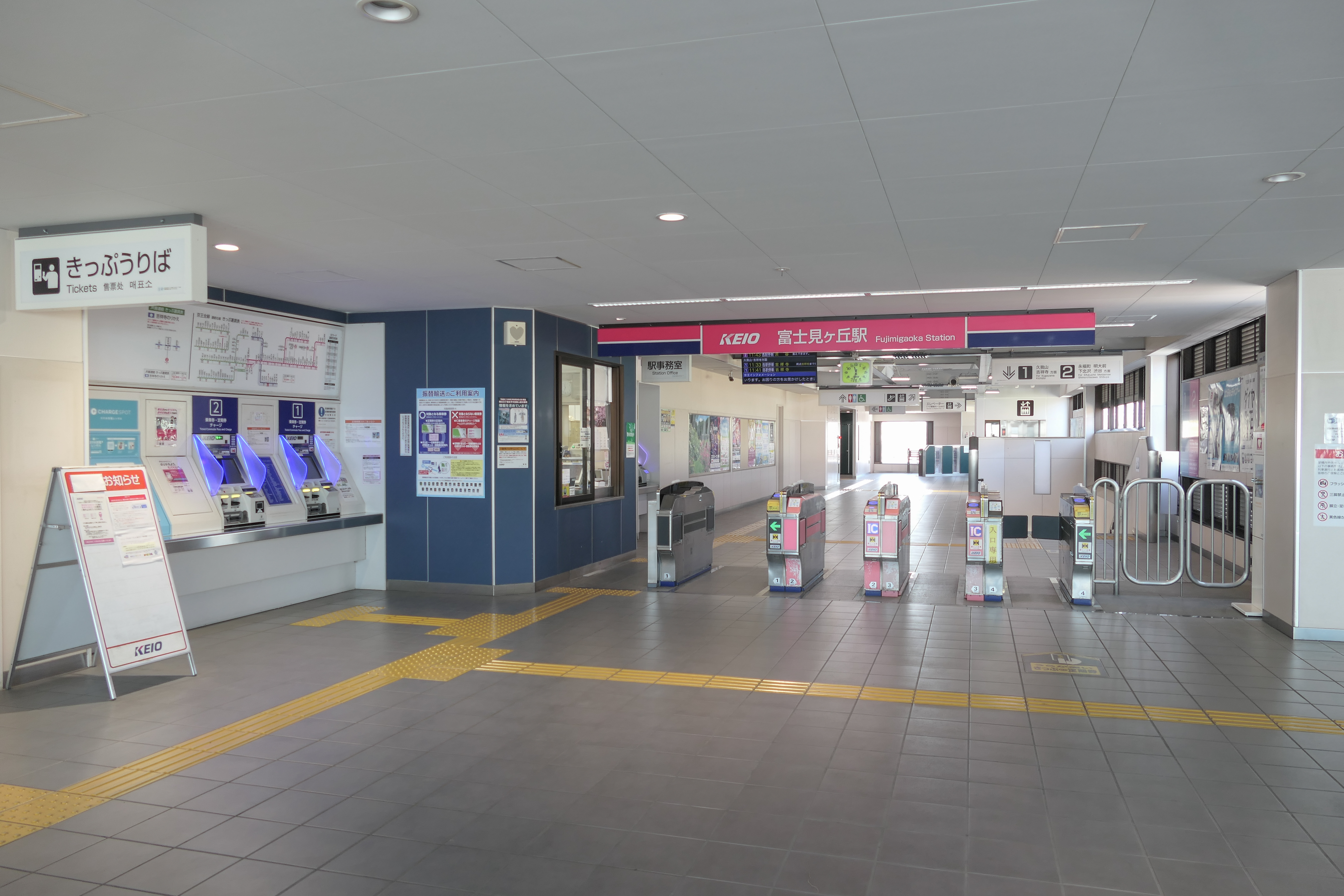
車站閘口（2024年3月）

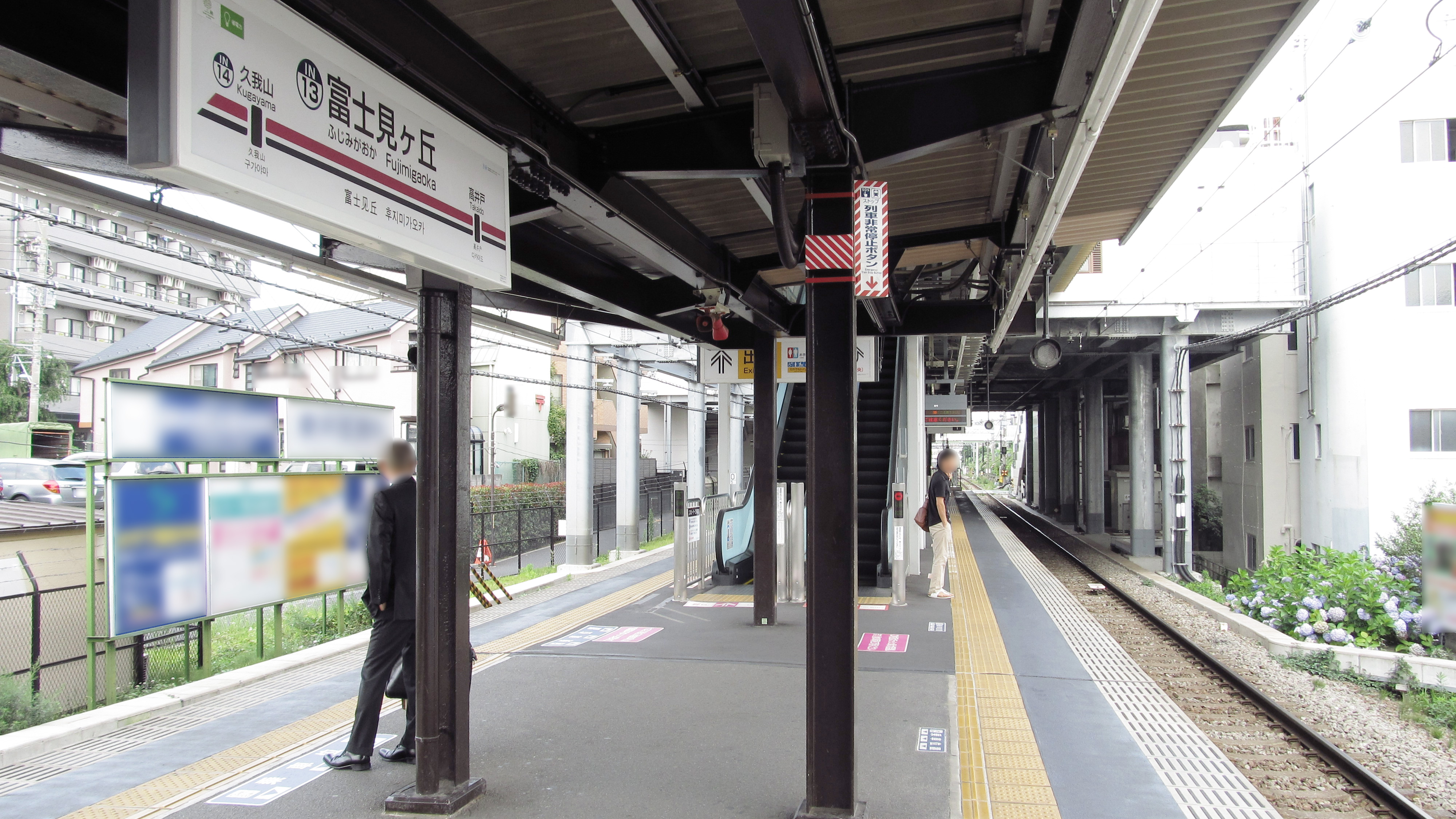
月台（2013年7月）

富士見丘站（日语：／ Fujimigaoka eki */?）是一個位於東京都杉並區久我山五丁目，屬於京王電鐵井之頭線的鐵路車站。車站編號是IN13。

## 歷史
- 1933年（昭和8年）8月1日 - 開始營運，隸屬於帝都電鐵。
- 1940年（昭和15年）5月1日 - 與小田原急行鐵道合併，成為該公司帝都線的車站。
- 1942年（昭和17年）5月1日 - 小田急電鐵與東京急行電鐵（大東急）合併。
- 1948年（昭和23年）6月1日 - 從東急分離，成立京王帝都電鐵，成為該公司井之頭線的車站。
- 2010年（平成22年）12月26日 - 車站遷至新建的跨站式站房。

## 車站構造
此車站是擁有跨站式站房的地面車站，配置有1面2線的島式月台。現今車站站房於2010年3月動土，2010年12月26日投入使用。車站中央通道與月台、南口、北口連接，設有電梯與電扶梯（跨橋站房至南口地面之間沒有設置電扶梯）。
2010年12月以前曾連接舊站房的地下通道被保存下來，開放供民眾作為南北向的自由通路。
車站西側設有富士見丘車廠。車站西側設有一條存車線與上、下行主線連接。早上的通勤高峰時段會使用存車線開行當站與澀谷站間的區間車，以紓解通勤人潮。因此有乘客爲尋空席在此站轉乘始發列車，造成月台擁擠。
洗手間設置於2樓車站閘口内，同時也設置有無障礙廁所。

### 月台配置
| 月台 | 路線     | 方向 | 目的地                   |
| ---- | -------- | ---- | ------------------------ |
| 1    | 井之頭線 | 下行 | 久我山、吉祥寺方向       |
| 2    | 井之頭線 | 上行 | 明大前、下北澤、澀谷方向 |

部分列車以此站作為起點或終點。由車庫發車至吉祥寺的列車需逆向駛進1號月台，因此該月台同時設有順向及逆向的停車位置標點。預備由吉祥寺發車的執勤車輛，出富士見丘車庫後也以同樣方式使用該月台作為轉折點運行至吉祥寺站投入勤務。
爲防止澀谷一側的渡線鏽蝕，每早有一列開往澀谷方向的列車從1號月臺發車。
雖然僅有普通車停靠此站，但由於設有車廠，仍然屬於井之頭線線上的主要車站。月台也較早裝設LED的列車資訊看板（之後井之頭線已全面裝設）。

## 使用情況
2016年度的1日平均上下車人次為13,845人。上下車乘客人數及乘車人數推移如下所記。
| 年度               | 1日平均 上下車人次 | 1日平均 上車人次 | 來源     |
| ------------------ | ------------------ | ---------------- | -------- |
| 1955年（昭和30年） | 4,734              |                  |          |
| 1960年（昭和35年） | 8,757              |                  |          |
| 1965年（昭和40年） | 11,737             |                  |          |
| 1970年（昭和45年） | 14,421             |                  |          |
| 1974年（昭和49年） | 15,942             |                  |          |
| 1975年（昭和50年） | 15,146             |                  |          |
| 1980年（昭和55年） | 14,097             |                  |          |
| 1985年（昭和60年） | 13,686             |                  |          |
| 1990年（平成02年） | 14,485             | 7,027            | [ * 1 ]  |
| 1991年（平成03年） |                    | 7,139            | [ * 2 ]  |
| 1992年（平成04年） |                    | 7,019            | [ * 3 ]  |
| 1993年（平成05年） |                    | 6,959            | [ * 4 ]  |
| 1994年（平成06年） |                    | 6,838            | [ * 5 ]  |
| 1995年（平成07年） | 13,878             | 6,708            | [ * 6 ]  |
| 1996年（平成08年） | 14,087             | 6,893            | [ * 7 ]  |
| 1997年（平成09年） | 13,903             | 6,822            | [ * 8 ]  |
| 1998年（平成10年） | 13,823             | 6,747            | [ * 9 ]  |
| 1999年（平成11年） | 13,795             | 6,738            | [ * 10 ] |
| 2000年（平成12年） | 13,993             | 6,773            | [ * 11 ] |
| 2001年（平成13年） | 14,133             | 6,915            | [ * 12 ] |
| 2002年（平成14年） | 14,101             | 6,904            | [ * 13 ] |
| 2003年（平成15年） | 14,287             | 6,921            | [ * 14 ] |
| 2004年（平成16年） | 14,107             | 6,841            | [ * 15 ] |
| 2005年（平成17年） | 13,979             | 6,803            | [ * 16 ] |
| 2006年（平成18年） | 13,805             | 6,751            | [ * 17 ] |
| 2007年（平成19年） | 13,920             | 6,907            | [ * 18 ] |
| 2008年（平成20年） | 13,985             | 6,940            | [ * 19 ] |
| 2009年（平成21年） | 13,887             | 6,890            | [ * 20 ] |
| 2010年（平成22年） | 13,375             | 6,690            | [ * 21 ] |
| 2011年（平成23年） | 13,370             | 6,631            | [ * 22 ] |
| 2012年（平成24年） | 13,540             | 6,718            | [ * 23 ] |
| 2013年（平成25年） | 13,934             | 6,932            | [ * 24 ] |
| 2014年（平成26年） | 13,975             | 6,945            | [ * 25 ] |
| 2015年（平成27年） | 14,008             |                  |          |
| 2016年（平成28年） | 13,845             |                  |          |

## 車站周邊
南側、北側皆有商店街，站前沒有大型道路交叉。商店街外即是大範圍的住宅區。
- 杉並富士見丘郵便局
- NHK富士見丘Club House（日语：NHK富士見ヶ丘クラブハウス） - 前川國男設計。1954年竣工。
- 京王電鐵富士見丘車廠
- 杉並區立久我山小学校
- 浴風會（日语：浴風会）本館 - 內田祥三、土岐達人設計。1926年竣工。於2001年被選為東京都選定歷史的建造物（日语：東京都選定歴史的建造物）。

## 其他
1960年，京王帝都電鐵原計畫建設由當站連接至三鷹站方向的三鷹線，以及連接西國立站方向的立川線等2條路線，最終皆未實現。

## 相鄰車站
京王電鐵
 井之頭線
■急行
通過
■各站停車
高井戶（IN12）－富士見丘（IN13）－久我山（IN14）

## 關連項目
- 日本鐵路車站列表

## 外部連結
- 富士見丘 - 京王電鐵